# Ventas

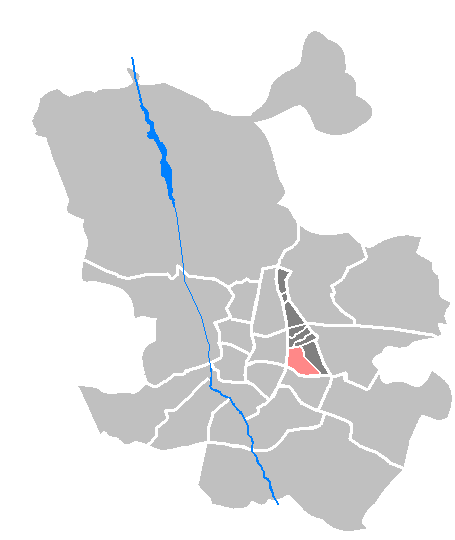
Stadsdelen Ventas lokalisering i distriktet Ciudad Lineal.

Ventas är en stadsdel i östra delen av Madrid. Den hör till distriktet Ciudad Lineal. De viktigaste gatorna är calle Alcalá, avenida del Marqués de Corbera och avenida Daroca.

## Geografi
Stadsdelen ligger söder om Calle de Alcalá och går ända fram till M-23. I öster ligger avenida de la Paz (M-30); och i väster avenida Daroca och calle Lago Constanza.
Man kan dela in Ventas i tre zoner:
- Området runt Calle de Alcalá och metrostationen El Carmen.
- Området La Elipa.
- Kyrkogården Cementerio de la Almudena.

## Platser av intresse
Fast det verkar så av namnet, så ligger inte tjurfäktningsarenan Las Ventas här, utan i stadsdelsgrannen Barrio de Salamanca, avskild genom kringleden M-30.
Kyrkogården El cementerio de la Almudena, som är belägen i området, är den största kyrkogården i Europa.

## Transporter

### Bussar

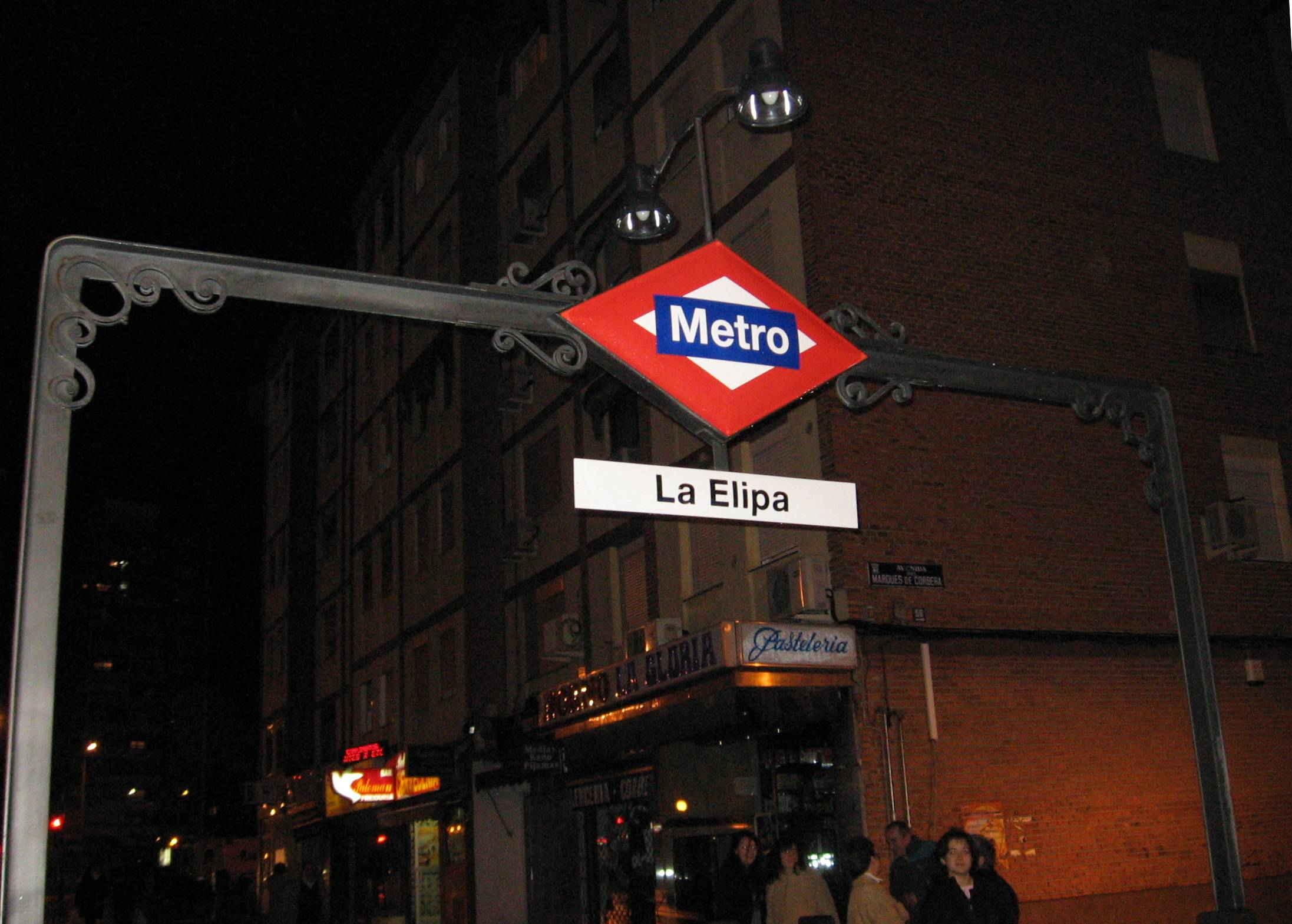
Metro de La Elipa.

Stadsdelen är väl ansluten till Hortaleza och områdena norra och centrala Madrid. De viktigaste bussarna är:
- Linje 28, med anslutning till Canillejas och Puerta de Alcalá.
- Linje 38, med anslutning till Las Rosas och med Manuel Becerra.
- Linje 201, med anslutning till Hortaleza.
- För resor nattetid finns bussarna Linje N5, Linje N6, Linje L2 och Linje L5.

### Metro
Två metrolinjer går genom stadsdelen Ventas: Linje 2 och Linje 5 och har stationerna El Carmen, Quintana och La Elipa.